# Bánov (Ústí nad Labem)
Bánov (německy Bohna) je osada na severním okraji Ústí nad Labem. Stojí ve výběžku Českého středohoří severně od Habrovic.

## Název
Název osady je odvozen z osobního jména Báň. V historických pramenech se název vsi objevuje ve tvarech: Zbaňova (1454), u Baňova (1525), z Banu (1551), Bahna (1654), Bohnna (1726) a Bohna (1787, 1833) a Pohna (1787).

## Historie
První písemná zmínka o osadě pochází z roku 1454.

## Přírodní poměry
Bánov se nachází v katastrálním území Strážky u Habrovic s rozlohou 2,98 km². Území, ve kterém vesnice stojí, je součástí výběžku Českého středohoří (okrsek Ústecké středohoří), jehož nejzažší výspou je Jedlová hora s nadmořskou výškou 352 metrů západně od osady. Nadmořská výška samotné osady se pohybuje okolo 300 metrů.

## Obyvatelstvo
Při sčítání lidu v roce 1921 ve vsi žilo 67 obyvatel (z toho 27 mužů), z nichž byli dva Čechoslováci a 65 Němců. Kromě jednoho evangelíka a jednoho člena nezjišťovaných církví byli římskými katolíky. Podle sčítání lidu z roku 1930 měla vesnice 83 obyvatel: tři Čechoslováky a osmdesát Němců. S výjimkou jednoho člověka bez vyznání se hlásili k římskokatolické církvi.
|           | 1869 | 1880 | 1890 | 1900 | 1910 | 1921 | 1930 | 1950 | 1961 | 1970 | 1980 |
| --------- | ---- | ---- | ---- | ---- | ---- | ---- | ---- | ---- | ---- | ---- | ---- |
| Obyvatelé | 80   | 74   | 69   | 67   | 67   | 67   | 83   | 45   | 42   | 32   | 22   |
| Domy      | 15   | 15   | 15   | 15   | 15   | 15   | 16   | 17   | 10   | 8    | 6    |

## Obecní správa
Při sčítání lidu v letech 1869–1950 byl Bánov osadou obce Strážky, v letech 1961–1980 patřil jako část obce k Habrovicím. Od 1. ledna 1986 část obce zanikla a Bánov se stal součástí Ústí nad Labem.